# Stijn Van Der Kelen
Stijn Van Der Kelen (Dendermonde, 11 juni 1990) is een Belgische voetballer die speelt als doelman.
Van Der Kelen was jeugd-international bij België. Hij genoot zijn jeugdopleiding bij KAA Gent. Bij deze club begon hij ook zijn profcarrière in het seizoen 2007/08. Hij erfde het rugnummer 23 van Frédéric Herpoel en werd er beschouwd als een groot talent. In 2008 vertrok hij naar SV Zulte-Waregem, twee jaar later volgde een transfer naar SK Sint-Niklaas. Ook bij deze ploegen kon hij zich niet doorzetten. Vanaf 2011 kwam hij uit voor KSK Hasselt. In het seizoen 2014/15 kwam hij uit voor SK Berlare. Vanaf het seizoen 2015/16 trad hij aan in 1e provinciale Oost-Vlaanderen bij KWIK Eine.